# Сен-Маме-ла-Сальвета
Сен-Маме́-ла-Сальвета́ (фр. Saint-Mamet-la-Salvetat, окс. Sant Mamet la Salvetat) — коммуна во Франции, находится в регионе Овернь. Департамент — Канталь. Административный центр кантона Сен-Маме-ла-Сальвета. Округ коммуны — Орийак.
Код INSEE коммуны — 15196.
Коммуна расположена приблизительно в 450 км к югу от Парижа, в 120 км юго-западнее Клермон-Феррана, в 13 км к юго-западу от Орийака.

## Население
Население коммуны на 2008 год составляло 1453 человека.
| 1962 | 1968 | 1975 | 1982 | 1990 | 1999 | 2008 |
| ---- | ---- | ---- | ---- | ---- | ---- | ---- |
| 1062 | 1153 | 1200 | 1236 | 1327 | 1321 | 1453 |

## Администрация
| Период | Период | Фамилия     | Партия | Примечания |
| ------ | ------ | ----------- | ------ | ---------- |
| 2001   | 2008   | Роже Пра    |        |            |
| 2008   |        | Эрик Феврье |        |            |

## Экономика
В 2007 году среди 899 человек в трудоспособном возрасте (15—64 лет) 665 были экономически активными, 234 — неактивными (показатель активности — 74,0 %, в 1999 году было 68,6 %). Из 665 активных работали 631 человек (349 мужчин и 282 женщины), безработных было 34 (13 мужчин и 21 женщина). Среди 234 неактивных 87 человек были учениками или студентами, 78 — пенсионерами, 69 были неактивными по другим причинам.

## Фотогалерея

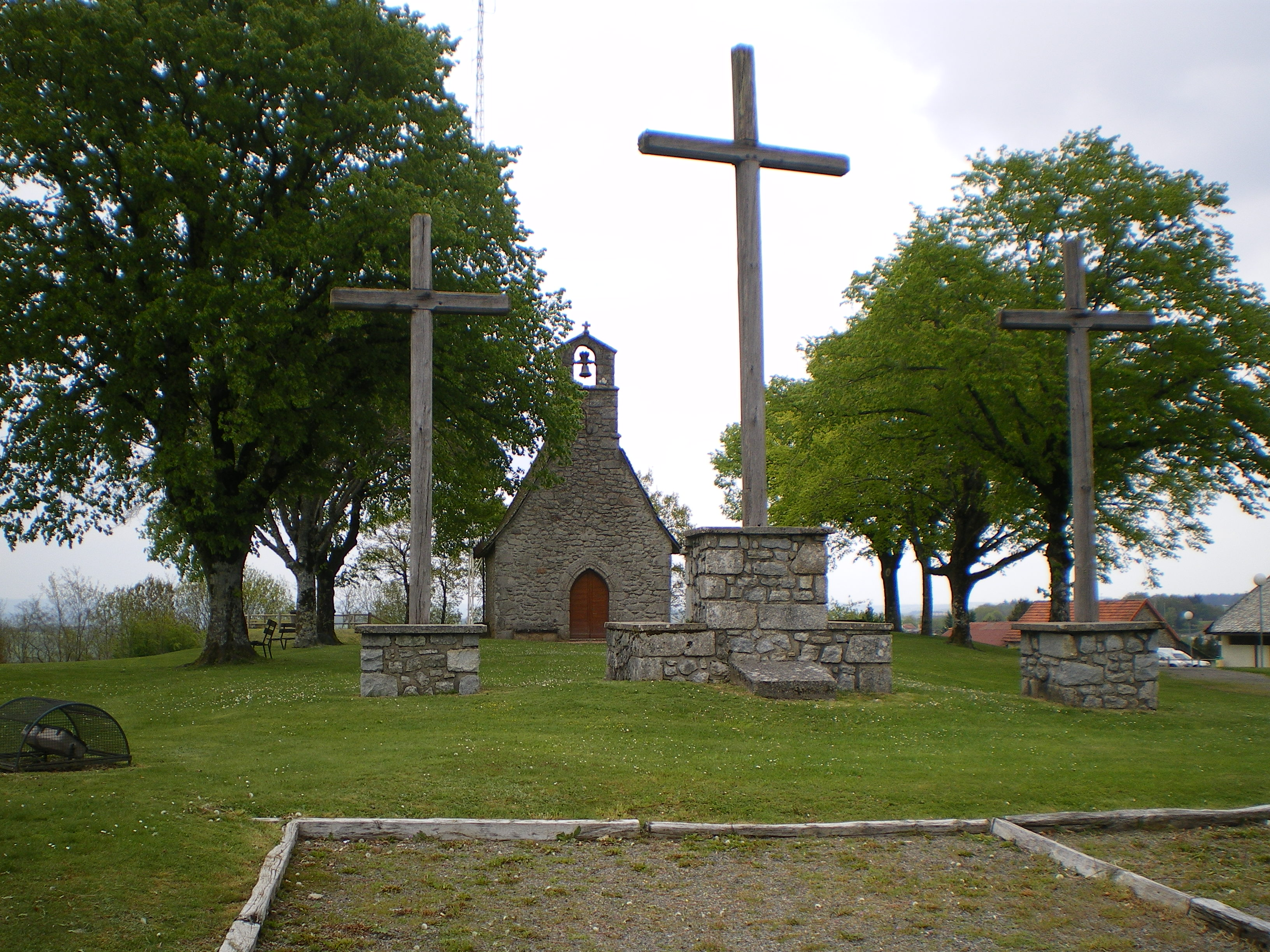
Кладбище и часовня
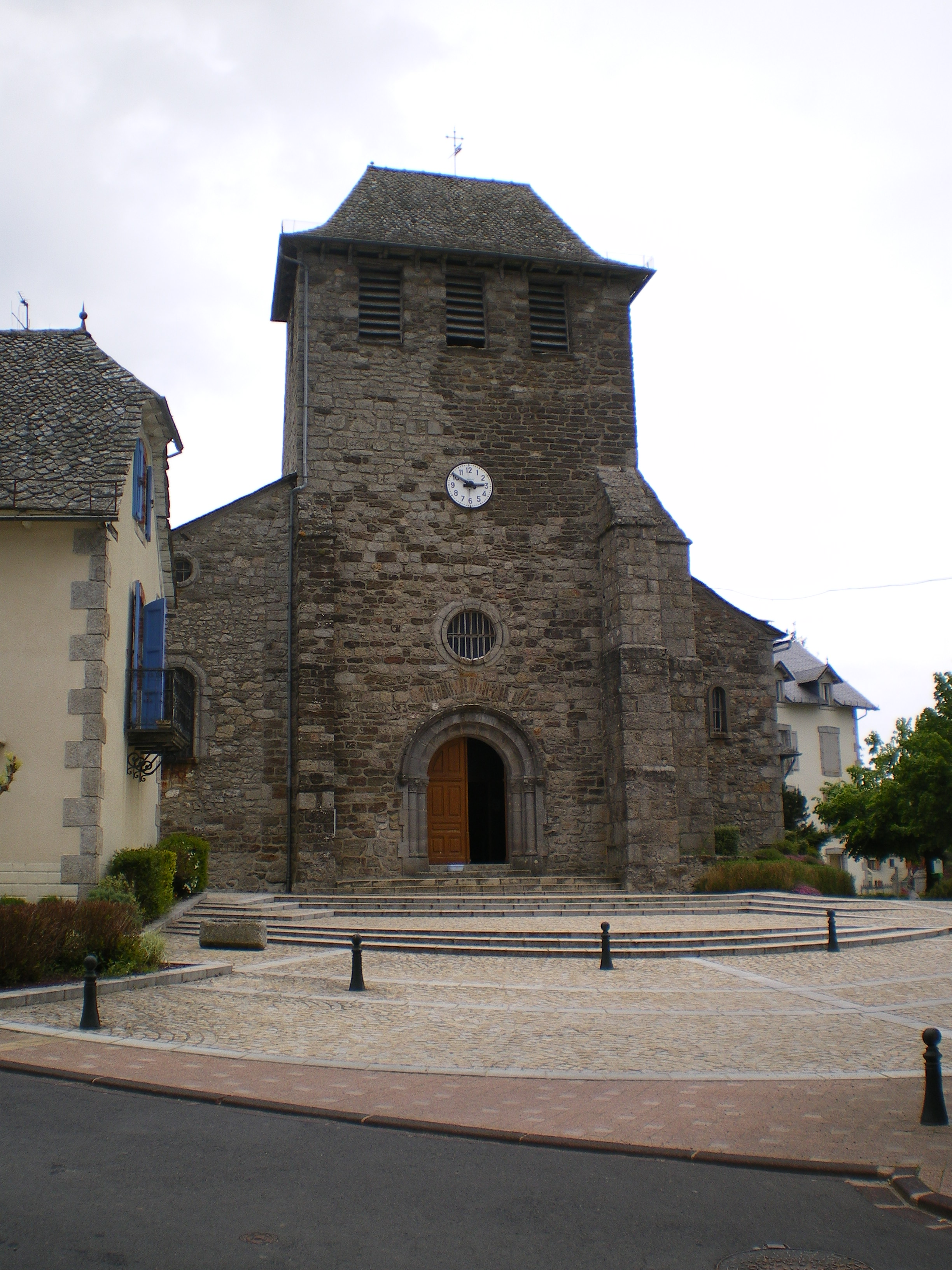
Церковь Сен-Маме
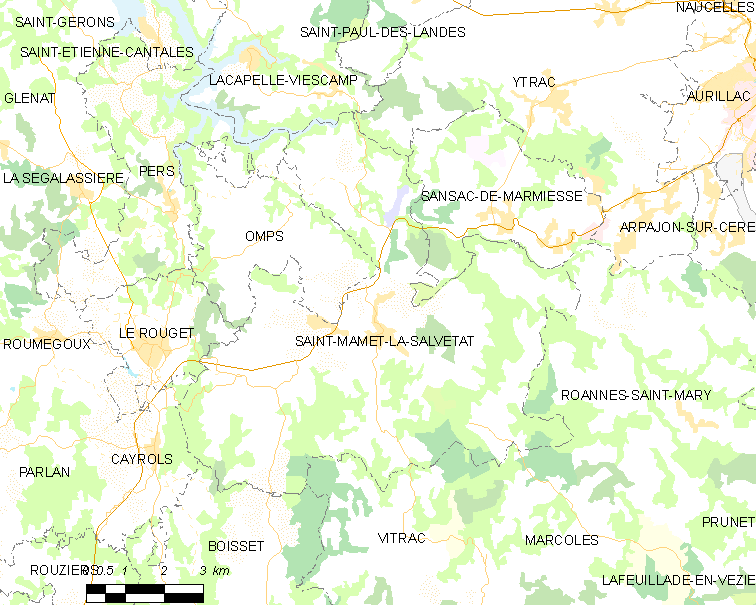
Карта коммуны